# Klubbträsket (Degerfors socken, Västerbotten)
Klubbträsket är en sjö i Vindelns kommun i Västerbotten och ingår i Umeälvens huvudavrinningsområde. Sjön har en area på 0,282 kvadratkilometer och ligger 210,9 meter över havet. Sjön avvattnas av vattendraget Stormyrbäcken.

## Delavrinningsområde
Klubbträsket ingår i det delavrinningsområde (715071-167146) som SMHI kallar för Mynnar i Vindelälvens vattendragsyta. Medelhöjden är 236 meter över havet och ytan är 28,19 kvadratkilometer. Det finns inga avrinningsområden uppströms utan avrinningsområdet är högsta punkten. Stormyrbäcken som avvattnar avrinningsområdet har biflödesordning 3, vilket innebär att vattnet flödar genom totalt 3 vattendrag innan det når havet efter 112 kilometer. Avrinningsområdet består mestadels av skog (82 procent). Avrinningsområdet har 0,72 kvadratkilometer vattenytor vilket ger det en sjöprocent på 2,6 procent.